# 30. ročník People's Choice Awards
30. ročník People's Choice Awards se konal 11. ledna 2004 v Pasadena Civic Auditorium v Pasadeně. Moderátorem večera byli Charlie Sheen a Jon Cryer. Ceremoniál vysílala stanice CBS.

## Nominace a vítězové
Tučně jsou označeni vítězové.

### Film
| Nejoblíbenější film                                                             | Nejlepší filmové drama                                                            |
| ------------------------------------------------------------------------------- | --------------------------------------------------------------------------------- |
| Piráti z Karibiku: Prokletí Černé perly - Hledá se Nemo - Pán prstenů: Dvě věže | Pán prstenů: Dvě věže - Master & Commander: Odvrácená strana světa - Tajemná řeka |
| Nejoblíbenější filmová komedie                                                  | Nejoblíbenější filmový herec                                                      |
| Božský Bruce - Elf - Hledá se Nemo                                              | Mel Gibson - Johnny Depp - Denzel Washington                                      |
| Nejoblíbenější filmová herečka                                                  | Nejoblíbenější herec/herečka všech dob                                            |
| Julia Roberts - Halle Berryová - Sandra Bullock                                 | Tom Hanks - Bill Cosby - Clint Eastwood                                           |

### Televize
| Nejoblíbenější televizní komedie                             | Nejoblíbenější televizní drama                                                |
| ------------------------------------------------------------ | ----------------------------------------------------------------------------- |
| Přátelé - Raymonda má každý rád - Will a Grace               | Kriminálka Las Vegas - Pohotovost - Zákon a pořádek: Útvar pro zvláštní oběti |
| Nejoblíbenější nový televizní seriál: drama                  | Nejoblíbenější nový televizní seriál: komedie                                 |
| Joan z Arkádie - Odložené případy - O.C.                     | Dva a půl chlapa - Hope & Faith - Whoopi                                      |
| Nejoblíbenější televizní herec                               | Nejoblíbenější televizní herečka                                              |
| Ray Romano - Kelsey Grammer - Martin Sheen                   | Jennifer Aniston - Debra Messing - Oprah Winfrey                              |
| Nejoblíbenější reality-show (soutěž)                         | Nejoblíbenější moderátor talk-show                                            |
| Kdo přežije: Perlové ostrovy - The Bachelor - Faktor strachu | Oprah Winfrey - Jay Leno - David Letterman                                    |

### Hudba
| Nejoblíbenější zpěvačka                   | Nejoblíbenější zpěvák                                                                          |
| ----------------------------------------- | ---------------------------------------------------------------------------------------------- |
| Faith Hill - Beyoncé - Shania Twain       | Tim McGraw - Eminem - 50 Cent                                                                  |
| Nejoblíbenější skupina                    | Nejoblíbenější hudební video                                                                   |
| Matchbox Twenty - Alabama - Brooks & Dunn | „I Love This Bar“, Toby Keith - „Just Like That“, Ludacris - „Stacy's Mom“, Fountains of Wayne |